# Scaphiella guatopo
Espèce
Scaphiella guatopo est une espèce d'araignées aranéomorphes de la famille des Oonopidae.

## Distribution
Cette espèce est endémique du Venezuela. Elle se rencontre dans les États de Miranda et de Sucre.

## Description
Le mâle holotype mesure 1,50 mm et la femelle 1,52 mm.

## Étymologie
Cette espèce est nommée en référence au lieu de sa découverte, le parc national Guatopo.

## Publication originale
- Platnick & Dupérré, 2010 : The goblin spider genus Scaphiella (Araneae, Oonopidae). Bulletin of the American Museum of Natural History, no 332, p. 1-156 (texte intégral).